# Konklawe 1555 (Paweł IV)
Konklawe 15-23 maja 1555 – konklawe, które po krótkim pontyfikacie Marcelego II wybrało na jego następcę Pawła IV.

## Pontyfikat Marcelego II
Papież Marceli II został wybrano jednogłośnie 9 kwietnia 1555 roku, a z jego wyborem wiązano wielkie nadzieje na przyspieszenie reformy Kościoła. Niestety krótko po wyborze 54-letni papież zachorował i zmarł we wczesnych godzinach porannych 1 maja 1555, po zaledwie 22 dniach pontyfikatu. Jego śmierć była szczerze opłakiwana, a kardynałów wprawiła w konsternację i zaniepokojenie.

## Lista uczestników
W konklawe wzięło udział 45 z 56 kardynałów:
- Gian Pietro Carafa CRT; Kardynał z Neapolu[2] (nominacja kardynalska 22 grudnia 1536) – kardynał biskup Ostia e Velletri; dziekan Świętego Kolegium Kardynałów; inkwizytor generalny Świętego Oficjum Inkwizycji; arcybiskup Neapolu
- Jean du Bellay (21 maja 1535) – kardynał biskup Porto e Santa Rufina; biskup Le Mans
- Juan Álvarez de Toledo OP; Kardynał z Burgos[2] (20 grudnia 1538) – kardynał biskup Albano; arcybiskup Santiago de Compostela; inkwizytor generalny Świętego Oficjum Inkwizycji; protektor Rzeszy Niemieckiej
- Rodolfo Pio di Carpi; Kardynał Carpi[2] (22 grudnia 1536) – kardynał biskup Frascati; administrator diecezji Girgenti; inkwizytor generalny Świętego Oficjum Inkwizycji; legat apostolski w Viterbo
- Robert de Lénoncourt (20 grudnia 1538) – kardynał prezbiter S. Apollinare; administrator diecezji Metz
- Miguel da Silva; Kardynał z Viseu[2] (19 grudnia 1539) – kardynał prezbiter S. Maria in Trastevere; administrator Massa Marittima
- Giovanni Girolamo Morone (2 czerwca 1542) – kardynał prezbiter S. Lorenzo in Lucina; biskup Novary; protektor Austrii
- Cristoforo Madruzzo; Kardynał z Trydentu[2] (2 czerwca 1542) – kardynał prezbiter S. Cesareo in Palatio; biskup Trydentu i Brixen
- Georges d’Armagnac (19 grudnia 1544) – kardynał prezbiter Ss. Giovanni e Paolo; biskup Rodez
- Otto Truchsess von Waldburg; Kardynał z Augsburga[2] (19 grudnia 1544) – kardynał prezbiter S. Sabina; biskup Augsburga
- Francisco Mendoza de Bobadilla; Kardynał z Corii[2] (19 grudnia 1544) – kardynał prezbiter S. Eusebio; arcybiskup Burgos
- Bartolomé de la Cueva y Toledo (19 grudnia 1544) – kardynał prezbiter S. Bartolomeo all’Isola
- Durante Duranti; Kardynał z Brescii[2] (19 grudnia 1544) – kardynał prezbiter Ss. XII Apostoli; biskup Brescii
- Pedro Pacheco de Villena (16 grudnia 1545) – kardynał prezbiter S. Balbina; biskup Sigüenzy; wicekról Neapolu
- Ranuccio Farnese; Kardynał S. Angelo[2] (16 grudnia 1545) – kardynał prezbiter S. Angelo in Pescheria; penitencjariusz większy; administrator archidiecezji Rawenny; archiprezbiter bazyliki laterańskiej; tytularny patriarcha Konstantynopola; wielki przeor zakonu joannitów w Wenecji; komendatariusz opactwa terytorialnego Farfa
- Girolamo Verallo (8 kwietnia 1549) – kardynał prezbiter S. Marcello; inkwizytor generalny Świętego Oficjum Inkwizycji
- Giovanni Angelo Medici (8 kwietnia 1549) – kardynał prezbiter S. Stefano in Monte Celio; prefekt Trybunału Sygnatury Łaski; biskup Cassano al Ionio
- Tiberio Crispo (19 grudnia 1544) – kardynał prezbiter S. S. Agata alla Suburra; administrator archidiecezji Amalfi
- Cristoforo Ciocchi del Monte; Kardynał z Marsylii[2] (20 listopada 1551) – kardynał prezbiter S. Prassede; biskup Marsylii
- Fulvio della Corgna OSIoHieros; Kardynał z Perugii[2] (20 listopada 1551) – kardynał prezbiter S. Maria in Via; administrator diecezji Spoleto; legat apostolski w Ascoli i Rieti; gubernator Norcii
- Giovanni Michele Saraceni (20 listopada 1551) – kardynał prezbiter S. Maria in Aracoeli; arcybiskup Acerenza e Matera
- Giovanni Ricci; Kardynał z Montepulciano[2] (20 listopada 1551) – kardynał prezbiter S. Vitale, Gervasio e Protasio; legat apostolski w Bolonii
- Giovanni Andrea Mercurio; Kardynał z Messyny[2] (20 listopada 1551) – kardynał prezbiter S. Ciriaco e Ss. Quirico e Giulitta; arcybiskup Messyny
- Giacomo Puteo (20 listopada 1551) – kardynał prezbiter S. Simeone in Posterula; prefekt Sygnatury Brewe Apostolskich; arcybiskup Bari; inkwizytor generalny Świętego Oficjum Inkwizycji
- Pietro Bertani OP; Kardynał z Fano[2] (20 listopada 1551) – kardynał prezbiter S. Marcellino e Pietro; biskup Fano
- Fabio Mignanelli (20 listopada 1551) – kardynał prezbiter S. Silvestro in Capite; prefekt Trybunału Sygnatury Sprawiedliwości
- Giovanni Poggio (20 listopada 1551) – kardynał prezbiter S. Anastasia; biskup Tropei
- Giovanni Battista Cicala; Kardynał S. Clemente[2] (20 listopada 1551) – kardynał prezbiter S. Clemente; legat apostolski w Kampanii; administrator diecezji Mariany
- Girolamo Dandini; Kardynał z Imoli[2] (20 listopada 1551) – kardynał prezbiter S. Matteo in Merulana
- Pietro Tagliavia d’Aragonia; Kardynał z Palermo[2] (22 grudnia 1553) – kardynał prezbiter S. Callisto; arcybiskup Palermo
- Francesco Pisani (1 lipca 1517) – kardynał diakon S. Marco; komendatariusz diakonii S. Maria in Portico; protodiakon Świętego Kolegium Kardynałów; biskup Padwy; administrator archidiecezji Narbonne
- Ercole Gonzaga; Kardynał z Mantui[2] (3 maja 1527) – kardynał diakon S. Maria Nuova; biskup Mantui; protektor Hiszpanii; regent księstwa Mantui
- Girolamo Doria (styczeń 1529) – kardynał diakon S. Tommaso in Parione; administrator archidiecezji Tarragony
- Alessandro Farnese (18 grudnia 1534) – kardynał diakon S. Lorenzo in Damaso; wicekanclerz Świętego Kościoła Rzymskiego; archiprezbiter bazyliki watykańskiej; legat apostolski w Awinionie; administrator archidiecezji Monreale i diecezji Cahors; komendatariusz opactw terytorialnych S. Paolo fuori le mura i Tre Fontane; protektor Polski
- Guido Ascanio Sforza; Kardynał S. Fiora[2] (18 grudnia 1534) – kardynał diakon S. Maria in Via Lata; kamerling Świętego Kościoła Rzymskiego; archiprezbiter bazyliki liberiańskiej; administrator diecezji Parmy; protektor Portugalii
- Niccolò Caetani; Kardynał Sermoneta[2] (22 grudnia 1536) – kardynał diakon S. Eustachio; arcybiskup Kapui; administrator diecezji Quimper; gubernator Terraciny
- Ippolito d’Este; Kardynał z Ferrary[2] (20 grudnia 1538) – kardynał diakon S. Maria in Aquiro; administrator archidiecezji Auch; gubernator Tivoli; protektor Francji
- Giacomo Savelli (19 grudnia 1539) – kardynał diakon S. Nicola in Carcere Tulliano; legat apostolski w Marchii Ankońskiej
- Girolamo Recanati Capodiferro (19 grudnia 1544) – kardynał diakon S. Giorgio in Velabro; biskup Saint-Jean-de-Maurienne; legat apostolski w Romanii
- Giulio Feltre della Rovere; Kardynał z Urbino[2] (27 lipca 1547) – kardynał diakon S. Pietro in Vincoli; legat apostolski w Umbrii i Perugii; komendatariusz opactwa terytorialnego Saint-Victor de Marseille
- Innocenzo Ciocchi del Monte (30 maja 1550) – kardynał diakon S. Onofrio; administrator diecezji Mirepoix
- Luigi Cornaro OSIoHieros (20 listopada 1551) – kardynał diakon S. Teodoro; arcybiskup Zadaru; wielki przeor zakonu joannitów na Cyprze
- Louis de Guise (22 grudnia 1553) – kardynał diakon bez tytułu; administrator diecezji Albi
- Roberto de’ Nobili (22 grudnia 1553) – kardynał diakon S. Maria in Domnica
- Girolamo Simoncelli (22 grudnia 1553) – kardynał diakon Ss. Cosma e Damiano; biskup elekt Orvieto

Dwudziestu pięciu elektorów mianował papież Paweł III, siedemnastu Juliusz III, dwóch papież Klemens VII, a jednego Leon X.

### Nieobecni
Nieobecnych było 11 kardynałów:
- Louis de Bourbon de Vendôme; Kardynał de Bourbon[2] (1 lipca 1517) – kardynał biskup Palestriny; administrator archidiecezji Sens
- François de Tournon CRSAnt (9 marca 1530) – kardynał biskup Sabiny; arcybiskup Lyonu i prymas Galii; generał zakonu antonianów
- Claude de Longwy de Givry; Kardynał z Langres[2] (7 listopada 1533) – kardynał prezbiter S. Agnese in Agone; protoprezbiter Świętego Kolegium Kardynałów; administrator diecezji Langres
- Antoine Sanguin de Meudon; Kardynał z Orleanu[2] (19 grudnia 1539) – kardynał prezbiter S. Crisogono; administrator archidiecezji Tuluzy
- Jacques d’Annebaut; Kardynał z Lisieux[2] (19 grudnia 1544) – kardynał prezbiter S. Susanna; biskup Lisieux
- Federico Cesi (19 grudnia 1544) – kardynał prezbiter S. Prisca; administrator diecezji Cremony; kamerling Świętego Kolegium Kardynałów
- Henryk Portugalski; Kardynał z Évory[2] (16 grudnia 1545) – kardynał prezbiter Ss. IV Coronati; arcybiskup Évory; legat papieski w Portugalii; generalny inkwizytor Portugalii
- Charles de Lorraine-Guise (27 lipca 1547) – kardynał prezbiter S. Cecilia; arcybiskup Reims; komendatariusz opactwa terytorialnego Cluny
- Charles de Bourbon-Vendôme (9 stycznia 1548) – kardynał prezbiter S. Sisto; arcybiskup Rouen
- Odet de Coligny de Châtillon (7 listopada 1533) – kardynał diakon S. Adriano; administrator diecezji Beauvais
- Reginald Pole; Kardynał z Anglii[2] (22 grudnia 1536) – kardynał diakon S. Maria in Cosmedin; legat papieski w Anglii

Siedmiu nieobecnych mianował Paweł III, trzech Klemens VII, a jednego Leon X.

## Frakcje i kandydaci
W Świętym Kolegium wyróżniano dwie duże frakcje: procesarską i profrancuską. Liczebność tej pierwszej oceniano na ponad 20 osób (Sforza, Madruzzo, Carpi, Toledo, Truchsess, Doria, Medici, del Pozzo, Mendoza, Cueva, Pacheco, Cristoforo del Monte, Della Corgna, Ricci, Mercurio, Poggio, Cicala, Tagliavia, Gonzaga, Bertani, Cornaro, Simoncelli). Z kolei profrancuskich kardynałów było 15 (Bellay, Armagnac, Guise, Lenoncourt, Este, Della Rovere, Capodiferro, Dandini, Caetani, Innocenzo del Monte, Nobili, Mignanelli, Ranuccio Farnese, Alessandro Farnese, Saraceni). Kilku kardynałów formalnie uważano za neutralnych (Carafa, Morone, Pisani, da Silva, Duranti, Crispi, Savelli, Verallo), wśród nich było kilku mocno zaangażowanych w dzieło reformy Kościoła, jednak również oni mieli swoje sympatie polityczne (np. Morone był zwolennikiem cesarza, a Carafa Francji). Frakcje te nie były jednak spójne. Sojusz Alessandro Farnese z Francją miał tylko taktyczny charakter i był on rywalem kardynała d’Este, lidera i kandydata frakcji francuskiej. Z kolei wśród procesarskich kardynałów niektórzy mieli własne ambicje na zdobycie tiary i grali przede wszystkim na siebie (Carpi, Toledo).
Za głównych kandydatów uchodzili Morone, Pole i Carafa. Kardynała Pole’a popierał Farnese, ale szkodziło mu angielskie pochodzenie, wysuwane przez inkwizytorów (w tym Carafę) podejrzenia o herezję, a przede wszystkim fakt, że nie był on obecny na konklawe. Swoje ambicje mieli też kardynałowie Pio di Carpi, Toledo i d’Este. Ten ostatni był oficjalnym kandydatem Francji.

## Przebieg konklawe
Konklawe rozpoczęło się 15 maja z udziałem 42 kardynałów. 16 maja dotarł kardynał Gonzaga, 17 maja Pacheco, a 22 maja Lenoncourt, ustalając liczbę elektorów na 45.
Pierwsze głosowanie odbyło się 18 maja. Żaden z kandydatów nie uzyskał w nim wyraźnej przewagi. Widząc porażkę swych faworytów frakcja procesarska wysunęła jako kompromisową kandydaturę Giacomo del Pozzo i zdołała przekonać do niej większość neutralnych kardynałów. Kiedy del Pozzo mógł liczyć już na 25 głosów, jego zwolennicy podjęli próbę pozyskania dla niej wpływowego kardynała Alessandro Farnese. Ten jednak poczuł się urażony, że kandydatury tej nie konsultowano z nim wcześniej i odmówił poparcia. W porozumieniu z Francuzami i kardynałem d’Este Farnese zaproponował biskupa Ostii Carafę i podjął skuteczną kampanię na jego rzecz. Przekonał do Carafy nawet kilku kardynałów procesarskich (m.in. Carpi i Toledo). Szesnastu procesarskich kardynałów ze Sforzą i Madruzzo na czele zdecydowanie sprzeciwiła się Carafie, gdyż cesarz Karol V wyraźnie go wykluczył. W nocy z 22 na 23 maja trwały intensywne negocjacje między Sforzą a Farnese w poszukiwaniu kompromisu, które nie przyniosły rezultatu. W tej sytuacji Farnese i jego sojusznicy postanowili uzyskać większość 2/3 dla Carafy drogą indywidualnych negocjacji z oponentami. Okazało się to skuteczną metodą, gdyż już 23 maja trzech oponentów Carafy (Bertani, Cornaro i Poggio) przeszło na jego stronę, dając mu wymaganą większość. W tej sytuacji cesarska frakcja uznała dalszy opór za bezcelowy.

## Wybór Pawła IV
23 maja 1555 Giovanni Pietro Carafa został wybrany przez aklamację i przybrał imię Pawła IV. Trzy dni później został uroczyście koronowany.
Wybór ten był całkowitym zaskoczeniem dla ówczesnej opinii publicznej. Choć uważany za wartościowego kandydata, Carafa miał wielu wrogów i powszechnie się go bano jako surowego inkwizytora, toteż niewielu oczekiwało, że uzyska on wymaganą większość. Najbliższe lata udowodniły, że obawiano się go nie bez powodu, a oskarżenia o herezję nie ominęły nawet kardynałów.

### Uzupełniające źródła internetowe
- O. Panvinio, J. Strada, Epitome pontificum Romanorum a s. Petro usque ad Paulum IIII, gestorum videlicet electionisque singulorum & conclavium compendiaria narratio. Cardinalium item nomina... Onuphrio Panvinio,... authore... Ex musaeo Jacobi Stradae,... (J. de Strada edidit), Impensis Jacobi Stradae Mantuani, 1557, s. 426-428